# Regine Berg
Regine Berg (Bélgica, 5 de octubre de 1958) es una atleta belga retirada especializada en la prueba de 400 m, en la que consiguió ser subcampeona mundial en pista cubierta en 1985.

## Carrera deportiva
En los Juegos Mundiales en Pista Cubierta de 1985 ganó la medalla de plata en los 400 metros, con un tiempo de 53.81 segundos, tras la estadounidense Diane Dixon (oro con 53.55 segundos) y por delante de la canadiense Charmaine Crooks.